# Rub al-Khali

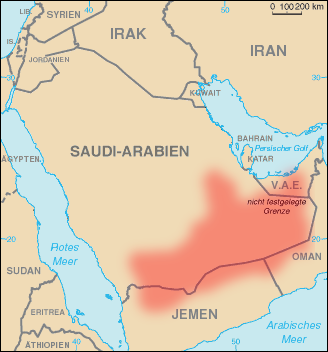
Rub al-Khali

Rub al-Khali (arabiska: الرُّبع الخالي, ar-Rubʿ al-Khālī, den tomma fjärdedelen), "det tomma rummet", är den största sammanhängande sandöknen i världen, cirka 1000 kilometer lång och 500 kilometer bred, belägen på Arabiska halvöns södra del och omfattande södra Saudiarabien samt delar av Jemen, Oman och Förenade Arabemiraten. 
Den nästan obefolkade öknen består till största del av sanddyner vilka kan nå en höjd på 300 meter. Nederbördsmängden är mindre än 50 millimeter per år och temperaturen varierar mellan under fryspunkten och plus 51 grader Celsius. Trots detta livnär sig här och var några härdiga växter, men bete för kamelerna finns tillgängligt endast i utkanterna av öknen. 
Rub al Khali är ett av de mest ogästvänliga områdena på jorden. Till och med beduinerna vistas endast i utkanterna. Trots detta har nu turistbyråer börjat arrangera GPS-försedda utflykter in i öknen. De första västerlänningar som lyckades genomkorsa öknen var britterna Bertram Thomas (1931) och John Philby (1932).
Geologiskt sett är Rub al-Khali en av de oljerikaste platserna på jorden. Väldiga oljereserver har upptäckts under sandtäcket. Sheyba är en oljeproducerande plats mitt i öknen och Ghawar-fältet, världens största oljefält, sträcker sig söderut in i norra Rub al-Khali.

## Etymologi
Rub al-khali eller al rabba al khali kan översättas med ’de öde landen’, ’ tomheten’.

## Bilder från Rub al-Khali

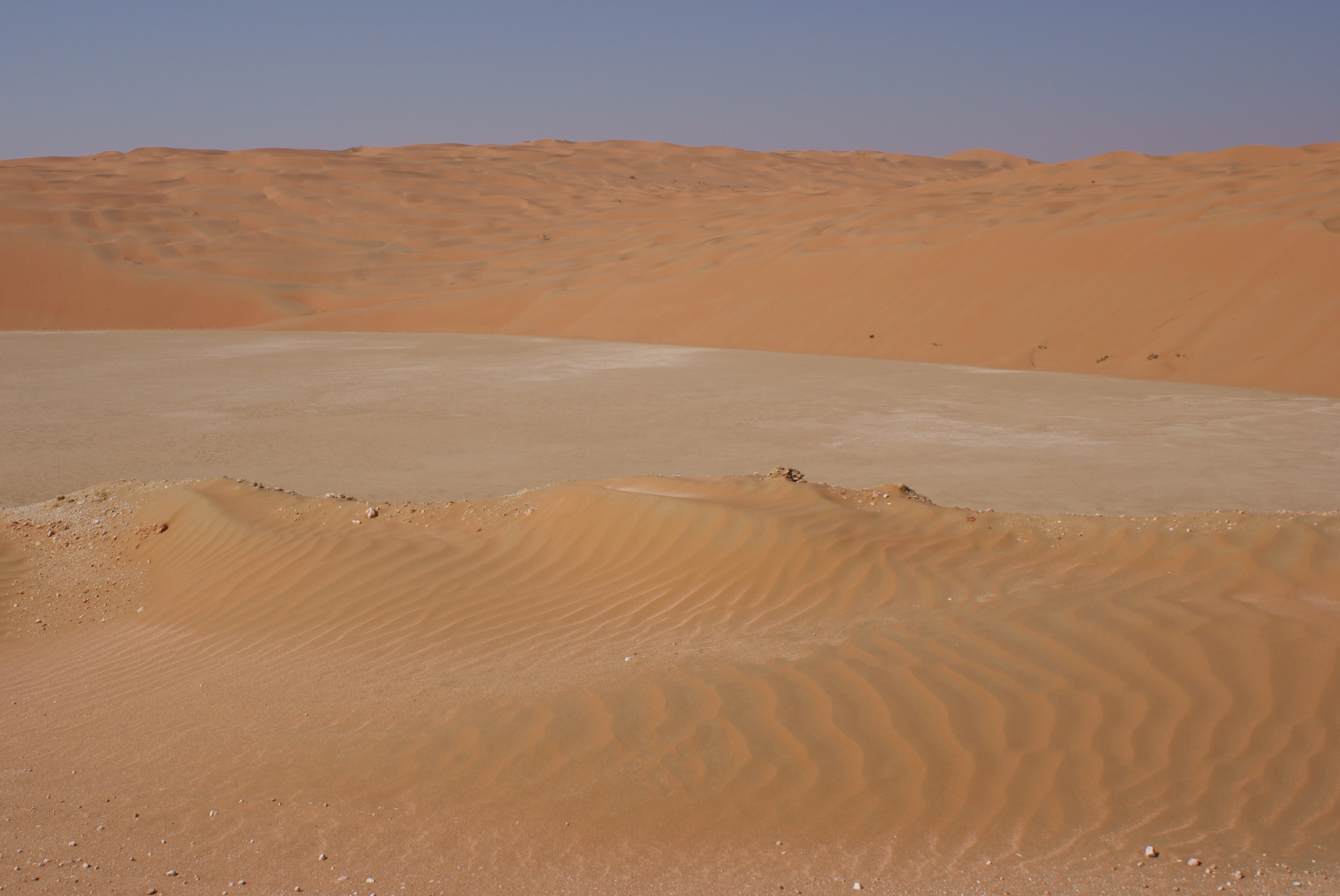
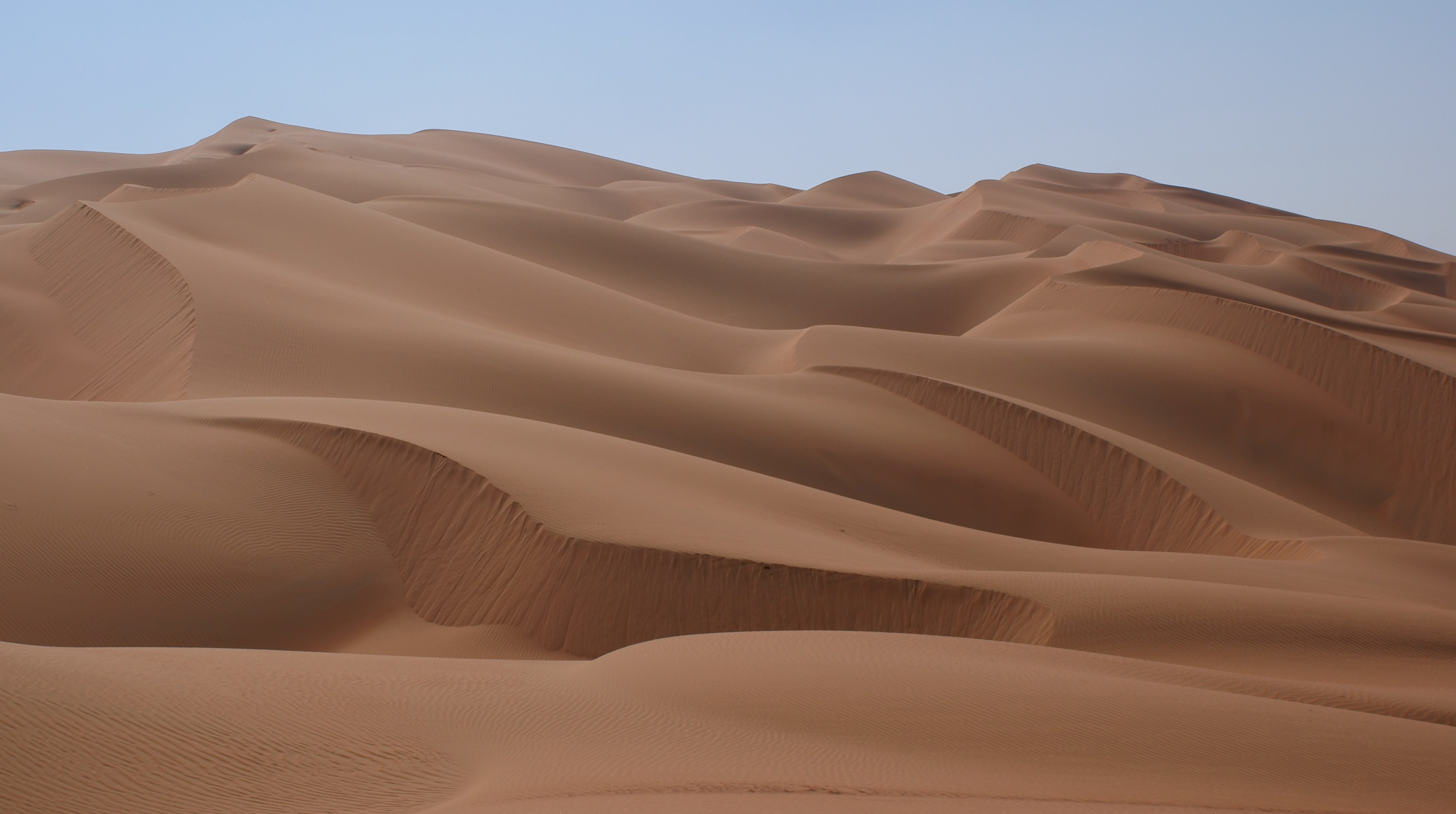